# Kyösti Lehtonen
Kyösti Lehtonen (Suomi, Finlandia, 13 de marzo de 1931-15 de noviembre de 1987) fue un deportista finlandés especialista en lucha grecorromana donde llegó a ser campeón olímpico en Melbourne 1956.

## Carrera deportiva
En los Juegos Olímpicos de 1956 celebrados en Melbourne ganó la medalla de oro en lucha grecorromana estilo peso ligero, por delante del luchador turco Riza Dogan (plata) y del húngaro Gyula Tóth (bronce).